# La Marre
La Marre ist eine Gemeinde im französischen Département Jura in der Region Bourgogne-Franche-Comté.

## Geographie
La Marre liegt auf 530 m, etwa 13 Kilometer nordöstlich der Stadt Lons-le-Saunier (Luftlinie). Das Bauerndorf erstreckt sich im Jura, im zentralen Teil des Plateau Lédonien (erstes Juraplateau), zwischen den Erosionstälern der Seille im Westen und der Côte de l’Heute im Osten.
Die Fläche des 10,63 km² großen Gemeindegebiets umfasst einen Abschnitt des französischen Juras. Das gesamte Gebiet wird von der Ebene des Plateau Lédonien eingenommen, die durchschnittlich auf 530 m liegt und teils von Acker- und Wiesland, teils von Wald bestanden ist. Das Plateau besitzt keine oberirdischen Fließgewässer, weil das Niederschlagswasser im verkarsteten Untergrund versickert. Im Nordwesten reicht der Gemeindeboden bis an die Oberkante des teils von Felswänden durchzogenen Steilhangs, der das tief eingeschnittene Tal von Ladoye umgibt. Nach Osten erstreckt sich das Gemeindeareal in das ausgedehnte Waldgebiet des Bois du Chanay. Mit 576 m wird hier die höchste Erhebung von La Marre erreicht.
Nachbargemeinden von La Marre sind Ladoye-sur-Seille und Fay-en-Montagne im Norden, Bonnefontaine im Osten, Hauteroche mit den Ortschaften Mirebel und Granges-sur-Baume im Süden sowie Nevy-sur-Seille und Blois-sur-Seille im Westen.

## Geschichte
Das Gemeindegebiet von La Marre war bereits in vorgeschichtlicher Zeit besiedelt. Der Ortsname leitet sich vom altfranzösischen Wort mare (Moor) her, denn die ersten Häuser des Dorfes gruppierten sich um ein kleines Moor. Im Mittelalter gehörte La Marre zur Herrschaft von Mirebel. Zusammen mit der Franche-Comté gelangte das Dorf mit dem Frieden von Nimwegen 1678 an Frankreich.

## Sehenswürdigkeiten

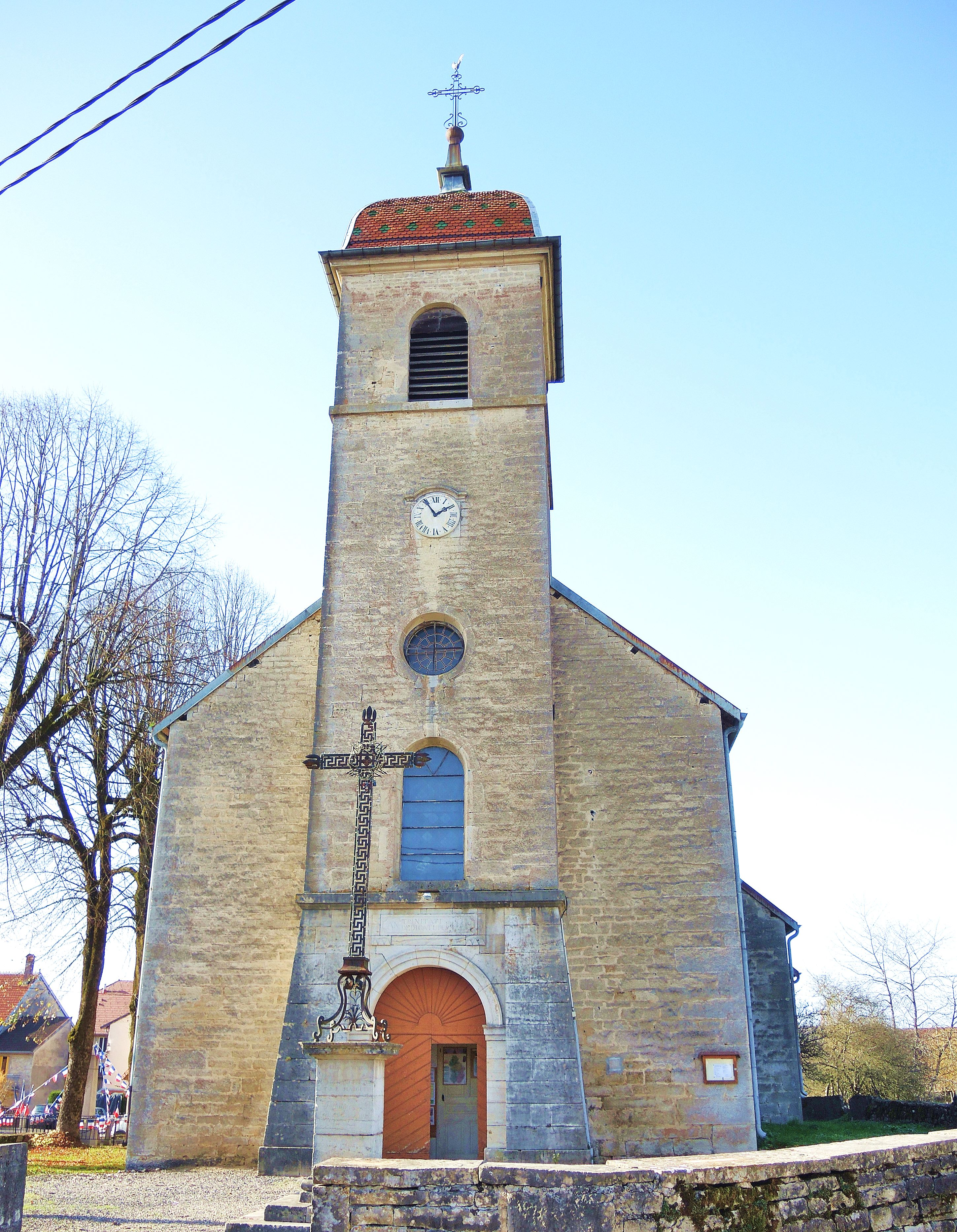
Kirche Sainte-Trinité

Die heutige Dorfkirche Sainte-Trinité wurde 1815 an der Stelle einer ehemaligen Kapelle erbaut.

## Bevölkerung
| Jahr                       | 1962 | 1968 | 1975 | 1982 | 1990 | 1999 | 2004 | 2017 |
| Einwohner                  | 293  | 270  | 253  | 234  | 249  | 308  | 317  | 338  |
| Quellen: Cassini und INSEE |      |      |      |      |      |      |      |      |

Mit 358 Einwohnern (Stand 1. Januar 2022) gehört La Marre zu den kleinen Gemeinden des Départements Jura. Nachdem die Einwohnerzahl in der ersten Hälfte des 20. Jahrhunderts deutlich abgenommen hatte (1881 wurden noch 490 Personen gezählt), wurde seit Beginn der 1980er Jahre wieder ein Bevölkerungswachstum verzeichnet.

## Wirtschaft und Infrastruktur
La Marre war bis weit ins 20. Jahrhundert hinein ein vorwiegend durch die Landwirtschaft und die Forstwirtschaft geprägtes Dorf. Daneben gibt es heute einige Betriebe des lokalen Kleingewerbes, darunter der Holzverarbeitung und der Elektromechanik. Mittlerweile hat sich das Dorf auch zu einer Wohngemeinde gewandelt. Viele Erwerbstätige sind Wegpendler, die in den größeren Ortschaften der Umgebung ihrer Arbeit nachgehen.
Die Ortschaft liegt abseits der größeren Durchgangsstraßen an einer Departementsstraße, die von Poligny nach Mirebel führt. Weitere Straßenverbindungen bestehen mit Fay-en-Montagne, Bonnefontaine, Baume-les-Messieurs und Crançot.